# إس. ديفيد غريغز
إس. ديفيد غريغز (بالإنجليزية: S. David Griggs)‏ هو رائد فضاء وضابط أمريكي، ولد في 7 سبتمبر 1939 في بورتلاند في الولايات المتحدة، وتوفي في 17 يونيو 1989 في مدينة إيرل في الولايات المتحدة.